# 狗陣
《狗陣》（英語：Black Dog）是一部2024年上映的中國大陸劇情片，由管虎編導，彭于晏、佟麗婭主演。影片入選第77屆坎城影展一種注目單元，並於5月18日全球首映，最終獲得一種注目單元最佳影片以及狗狗金棕櫚評審團大獎。

## 劇情
故事设定在2008年中国的西北小镇，讲述刑满释放人员二郎（彭于晏 饰）与一只流浪的黑狗互相救赎、开启新生的故事。
二郎十年前因为过失杀人而入狱，假释回家发现父亲一直住在破旧的动物园里，母亲也已去世。他的提前归来也引起胡屠户的不满和刁难，因为胡的侄子就是二郎当年致死的受害者。在一次小便时他被一条黑狗咬伤，后来发现那只狗竟然是当地悬赏一千元要捉拿的流浪恶狗，于是自己一人想要捉到它结果再次被其咬伤不得不去医院打针。镇政府为了营造良好的营商环境，决定抓捕当地数量庞大的流浪狗，二郎也加入了打狗队。在打狗队工作时他看不惯一些人对待狗的野蛮方式，对狗的遭遇抱有同情心。在一次运输那只黑狗到收留中心的夜里，其驾驶的车被大风刮翻，于是他与黑狗被迫在车里过了一夜，直到遇到一个路过的歌舞团的帮助，二郎还与女舞蹈员葡萄互生好感。后来他把黑狗带回自己家里饲养，渐渐地人狗之间产生了深厚的感情，并花钱向打狗队求情将它留了下来。在与父亲重逢不久，父亲就病重住院靠吸管活着。
一次胡屠户带人围堵住了驾驶摩托车的二郎，二郎被他们绑了起来。地震发生后二郎挣脱束缚逃走并去寻找黑狗，并在胡的饲养蛇的基地救了被蛇咬伤的胡屠户。等到二郎找到那只黑狗时却发现它已经受了重伤，将其带回家后，他发现有只母狗跟它住在一起。不久黑狗死去，伤心的二郎为其挖坑埋掉。小镇开始大规模拆迁工作，很多人离开，包括原先打算长久驻扎此地的歌舞团，他也选择遵照父亲的愿望为父拔管让其离开人世。那只母狗生下黑狗的孩子后，二郎决定骑上摩托车背上小狗离开家乡外出闯荡。

## 演员与角色
- 彭于晏 饰演 二郎
- 佟麗婭 饰演 葡萄，歌舞团舞蹈演员。
- 贾樟柯 饰演 耀叔
- 周游 饰演 聂十里
- 胡晓光
- 王奕权
- 牛犇 饰演 老骆驼
- 小辛 饰演 黑狗
- 张译 饰演 团长
- 袁弘 饰演 警察老赵
- 魏晨
- 赵毅
- 张建亚
- 张杨
- 王砚辉
- 沙宝亮
- 尹元章
- 张立
- 莫涂弘哲
- 吴优
- 答有为
- 楚布花羯 饰演 葫芦头
- 王乃训
- 高强
- 李九霄
- 梁静
- 黄米依

## 发行
该片分别于2024年6月12日、13日在北京和上海举行首映礼，6月15日在中国大陆正式上映，7月25日在新加坡正式上映。同年8月21日上线中国大陆流媒体平台。

## 獎項及提名
| 年份 | 頒獎典禮             | 獎項                       | 入圍者       | 結果 |
| ---- | -------------------- | -------------------------- | ------------ | ---- |
| 2024 | 第77屆康城影展       | 最佳電影（一種注目單元）   | 不適用       | 獲獎 |
| 2024 | 第77屆康城影展       | 評審團大獎（狗狗金棕櫚獎） | 不適用       | 獲獎 |
| 2024 | 第34屆哥譚獎         | 最佳導演                   | 管虎         | 提名 |
| 2025 | 第40屆獨立精神獎     | 最佳國際電影               | 不適用       | 提名 |
| 2025 | 第18届亚洲电影大奖   | 最佳电影                   | 不適用       | 提名 |
| 2025 | 第18届亚洲电影大奖   | 最佳导演                   | 管虎         | 提名 |
| 2025 | 第18届亚洲电影大奖   | 最佳男主角                 | 彭于晏       | 提名 |
| 2025 | 第18届亚洲电影大奖   | 最佳美术指导               | 霍廷霄、李畅 | 提名 |
| 2025 | 第18届亚洲电影大奖   | 最佳视觉效果               | 尹端阳       | 提名 |
| 2025 | 第43屆香港電影金像獎 | 最佳亞洲華語電影           | 不適用       | 提名 |

## 外部連結
- 互联网电影数据库（IMDb）上《狗陣》的资料（英文）
- 豆瓣电影上《狗陣》的資料 （简体中文）